# 南塚口町
南塚口町（みなみつかぐちちょう）は、兵庫県尼崎市にある町丁。1丁目から8丁目まである。郵便番号は661-0012。

## 地理
東は東塚口町、西は栗山町・上ノ島町、南は大西町・名神町、北は塚口町・塚口本町と隣接している。

## 交通

### 鉄道
鉄道は走っていない。塚口本町の阪急塚口駅が最寄りである。

### バス

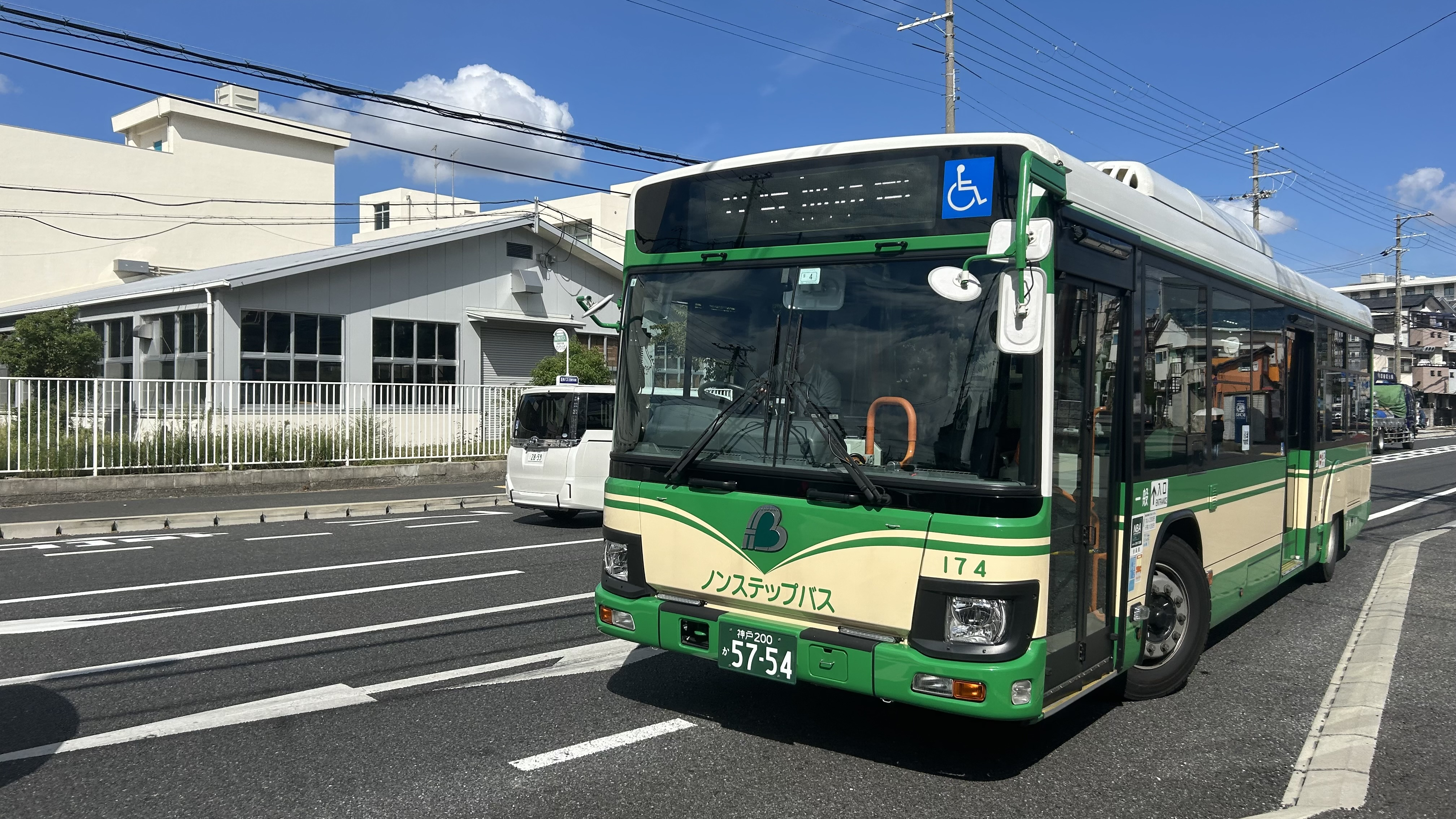
12番
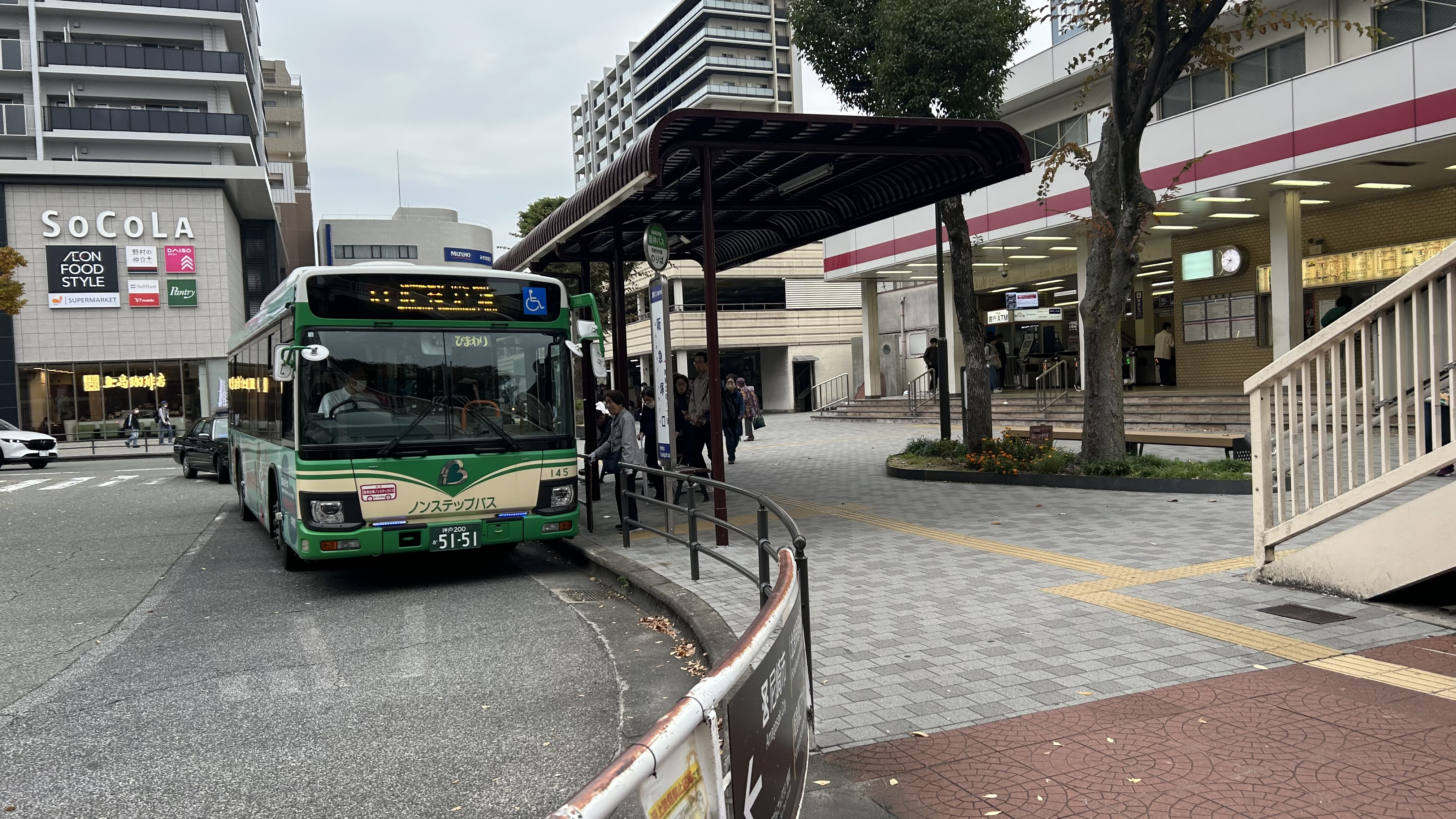
13番
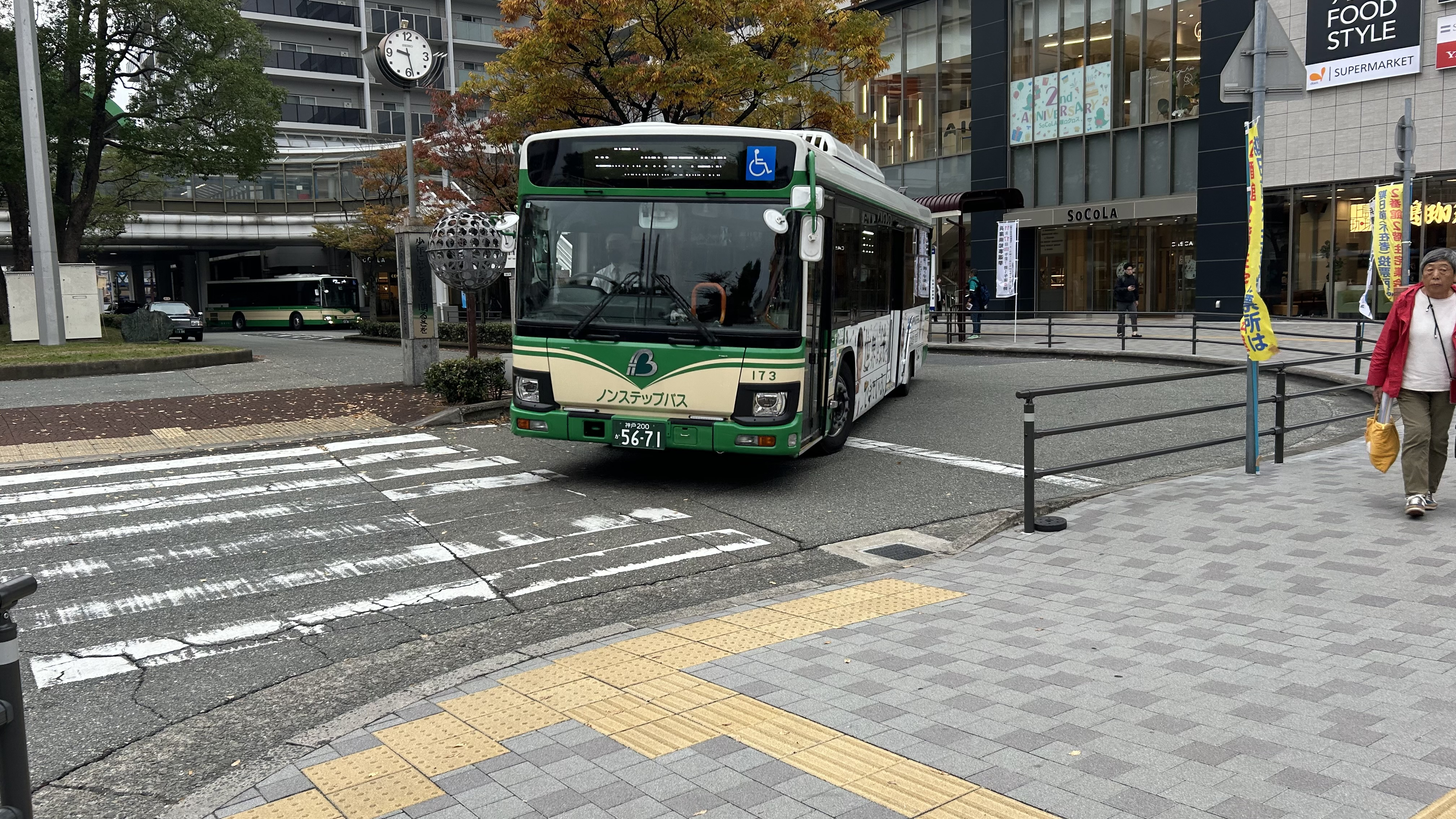
14番
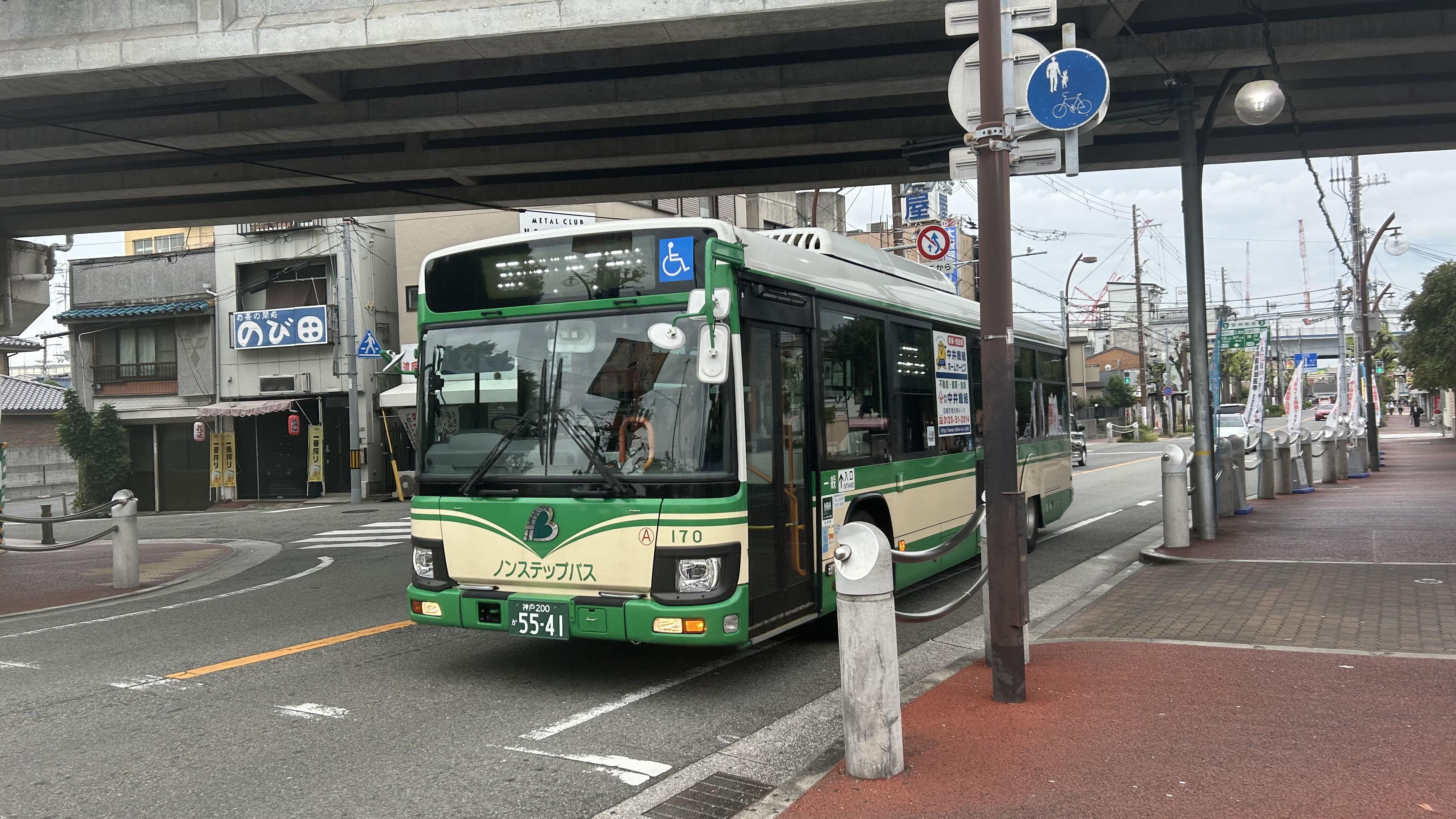
30番
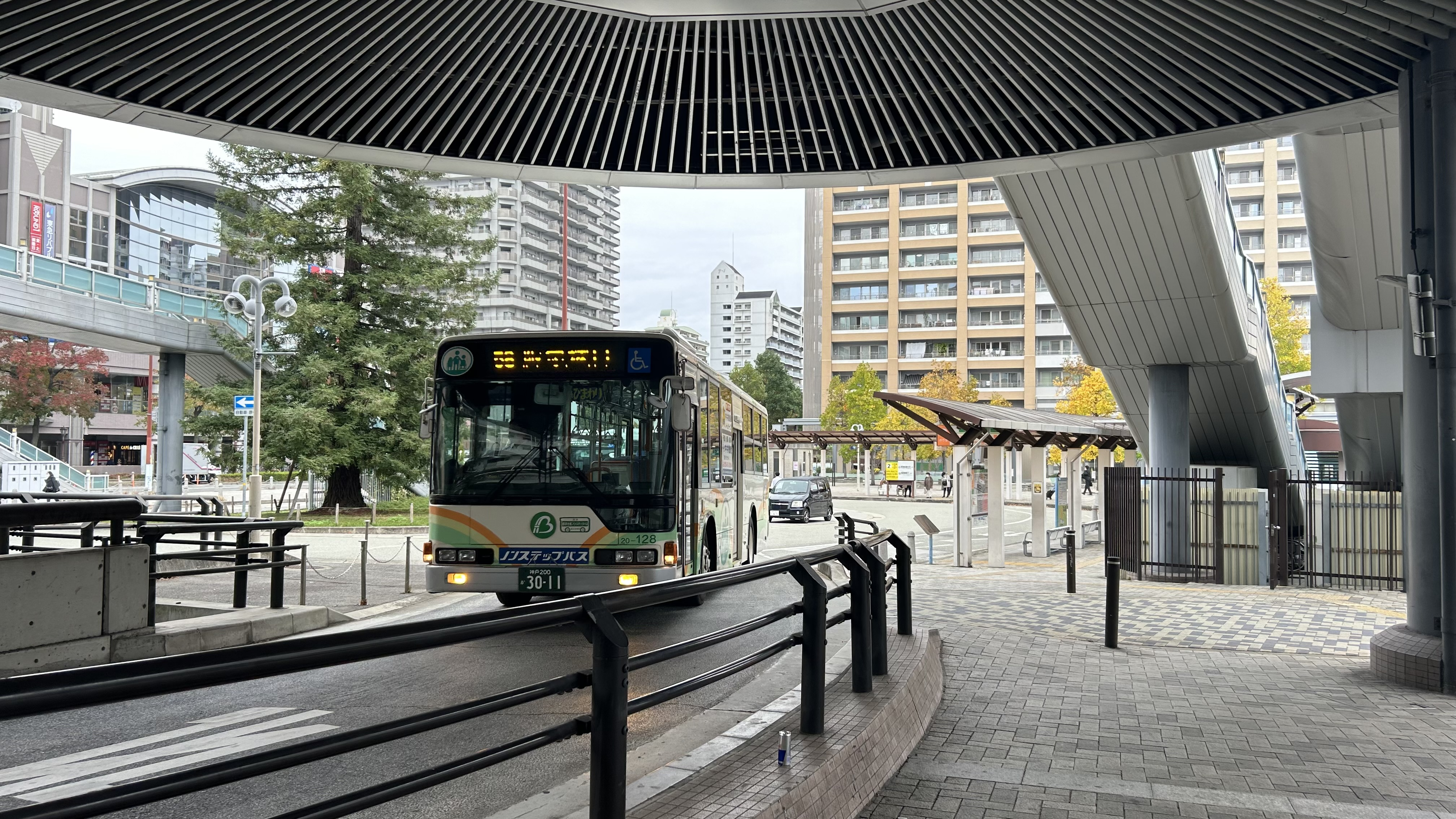
58番

阪神バス・阪急バスが通っている。
| 路線名 | 業者     | 起点     | 町内の停留所                                             | 終点                   |
| ------ | -------- | -------- | -------------------------------------------------------- | ---------------------- |
| 12     | 阪神バス | 阪急塚口 | 阪急塚口-尼崎北警察署-(東塚口町)                         | 阪神杭瀬               |
| 13     | 阪神バス | 阪急塚口 | 阪急塚口-南塚口町1丁目-南塚口町7丁目-(名神町)            | 阪神尼崎               |
| 13-2   | 阪神バス | 阪急塚口 | 阪急塚口-南塚口町1丁目-南塚口町7丁目-(名神町)            | 阪神尼崎               |
| 14     | 阪神バス | 阪急塚口 | 阪急塚口-南塚口町1丁目-園田学園女子大学-(栗山町)         | 阪神出屋敷             |
| 21     | 阪神バス | 阪急園田 | (東塚口町)-尼崎北警察署-阪急塚口                         | 阪急塚口               |
| 21-2   | 阪神バス | 戸ノ内   | (東塚口町)-尼崎北警察署-阪急塚口                         | 阪急塚口               |
| 30     | 阪神バス | 阪急塚口 | 阪急塚口-(塚口町)                                        | 武庫川                 |
| 31     | 阪神バス | 阪急塚口 | 阪急塚口-(塚口町)                                        | 阪神尼崎               |
| 58     | 阪神バス | 阪急塚口 | 阪急塚口-尼崎北警察署-(東塚口町)                         | JR尼崎                 |
| AD2    | 阪神バス | 阪急塚口 | 阪急塚口-南塚口町1丁目-南塚口町7丁目-(名神町)            | 尼崎ドライブスクール前 |
| 57     | 阪急バス | 阪神尼崎 | (東塚口町)-尼崎北警察署-阪急塚口-尼崎北警察署-(塚口本町) | 伊丹営業所前           |

- 12番
- 13番
- 14番
- 30番
- 58番

## 校区
出典:
| 丁目  | 区域                | 小学校       | 中学校     |
| ----- | ------------------- | ------------ | ---------- |
| 1丁目 | 1から25、28から30番 | 上坂部小学校 | 大成中学校 |
| 1丁目 | 26、27番            | 立花小学校   | 立花中学校 |
| 2丁目 | 全域                | 上坂部小学校 | 大成中学校 |
| 3丁目 | 全域                | 上坂部小学校 | 大成中学校 |
| 4丁目 | 1から4番            | 上坂部小学校 | 大成中学校 |
| 4丁目 | 5番                 | 名和小学校   | 大成中学校 |
| 5丁目 | 全域                | 名和小学校   | 大成中学校 |
| 6丁目 | 1から9番            | 立花小学校   | 立花中学校 |
| 6丁目 | 10番                | 名和小学校   | 大成中学校 |
| 7丁目 | 全域                | 立花小学校   | 立花中学校 |
| 8丁目 | 全域                | 立花小学校   | 立花中学校 |

## 施設

### 1丁目
- 園田学園中学校・高等学校

### 2丁目
- セブン-イレブン 阪急塚口駅南店
- セブン-イレブン 尼崎南塚口２丁目店
- 塚口さんさんタウン

### 3丁目
- 兵庫県立尼崎青少年創造劇場 ピッコロシアター

### 5丁目
- 尼崎北郵便局

### 6丁目
- つかぐち病院
- ローソン 尼崎南塚口町六丁目店

### 7丁目
- ファミリーマート 錦橋店
- 園田学園女子大学

### 8丁目
- セブン-イレブン 尼崎園田学園前店
- ヤマト運輸 尼崎塚口営業所（尼崎塚口本町）